# Circolo letterario di Sibiu
Il Circolo letterario di Sibiu (in rumeno: Cercul literar de la Sibiu) fu una società letteraria creata durante la seconda guerra mondiale a Sibiu, allo scopo di promuovere le idee liberali moderniste di Eugen Lovinescu. 
Il gruppo fu formato intorno a Lucian Blaga ed altri intellettuali di Cluj, che si erano stabiliti a Sibiu dopo che l'Università di Cluj vi si era trasferita nel 1940, in seguito all'occupazione ungherese della Transilvania del Nord. I membri più attivi del Circolo furono Ion Negoițescu, Radu Stanca, Ion Desideriu Sârbu, Cornel Regman, Ștefan Augustin Doinaș, Nicolae Balotă, Eugen Todoran, Eta Boeriu, Radu Enescu e Ovidiu Cotruș. Il gruppo si sciolse nel 1945.